# Jake Dowell
Jacob "Jake" Dowell, född 4 mars 1985, är en amerikansk professionell ishockeyspelare som spelar för Minnesota Wild i NHL. Han har tidigare representerat Dallas Stars och Chicago Blackhawks.
Dowell draftades i femte rundan i 2004 års draft av Chicago Blackhawks som 140:e spelare totalt.